# Paul Keres

Znaczek pocztowy Poczty ZSRR z wizerunkiem Paula Keresa, 1991 (Michel 6163, Scott 5964)

Paul Keres (ur. 25 grudnia 1915?/7 stycznia 1916 w Narwie, zm. 5 czerwca 1975 w Helsinkach) – estoński i radziecki szachista, z racji swoich osiągnięć nazywany „Księciem Szachów”.

## Kariera szachowa
Pierwszy tytuł mistrza Estonii zdobył w 1935 roku, kolejne w latach 1942, 1943, 1945 i 1953. W okresie międzywojennym grał na I szachownicy reprezentacji Estonii na szachowych olimpiadach w Warszawie (1935), Monachium (nieoficjalna, 1936), Sztokholmie (1937) i Buenos Aires (1939). Pomiędzy 1952 a 1964 siedmiokrotnie reprezentował Związek Radziecki na turniejach olimpijskich. Łącznie rozegrał 141 partii, w których zdobył 107 pkt. W swoim dorobku posiadał 15 medali: osiem drużynowych (7 złotych i brązowy) oraz siedem indywidualnych (5 złotych, srebrny i brązowy).
W latach 1937–1941 studiował matematykę na Uniwersytecie w Tartu. W 1938 roku wygrał turniej AVRO, pozostawiając w pokonanym polu czołówkę światową, w tym mistrzów świata Aleksandra Alechina, Maksa Euwego, Jose Raula Capablankę i Michaiła Botwinnika. Zakładano, że zwycięzca tego turnieju rozegra mecz o mistrzostwo świata z ówczesnym mistrzem Alechinem (emigrant rosyjski, obywatel francuski). Wybuch II wojny światowej, w tym aneksja Estonii przez ZSRR w latach 1940–1941, pokrzyżowała te plany, chociaż Keres rywalizował z Alechinem w turniejach organizowanych przez Niemiecki Związek Szachowy w latach 1942–1943. Alechin zwyciężał przed Keresem w Salzburgu i Monachium w 1942 roku oraz Pradze, a podzielił z nim I miejsce w Salzburgu w 1943 roku.
W okresie II wojny światowej uczestniczył również w turniejach w Buenos Aires (1939), Moskwie (1940), Leningradzie-Moskwie (1941), Tallinnie (1942), Poznaniu, Tallinnie i Madrycie (1943), Lidköping (1944), Rydze (1944/45) i Tallinnie (1945), a także zwyciężył w meczach z byłym mistrzem świata Maksem Euwem w Holandii na przełomie 1939/40 oraz z Ekströmem w Sztokholmie (1944).
Po wojnie reprezentował ZSRR. W silnie obsadzonych mistrzostwach Związku Radzieckiego zwyciężał trzykrotnie (w 1947, 1950 i 1951 roku). W rozegranym w 1948 roku turnieju o mistrzostwo świata zajął dzielone III–IV miejsce. Zwycięzca tego turnieju, Michaił Botwinnik, został następnym mistrzem świata po Alechinie, który zmarł nagle w 1946 roku w Portugalii. W latach 1948–1975 sześciokrotnie brał udział w turniejach pretendentów, pięć razy zajmując II miejsce. W tych turniejach wyprzedzał byłych lub przyszłych mistrzów świata: Tigrana Petrosjana, Wasilija Smysłowa, Bobby Fischera czy Michaiła Tala, jednak nigdy nie udało mu się awansować do meczu finałowego o szachową koronę.
Władze Estonii uhonorowały najsłynniejszego estońskiego arcymistrza, umieszczając jego wizerunek na banknocie o nominale pięciu koron.
Pochowany na cmentarzu Metsakalmistu w Tallinnie.
Paul Keres został wybrany Estońskim Sportowcem XX wieku.